# Sigismondo Caula

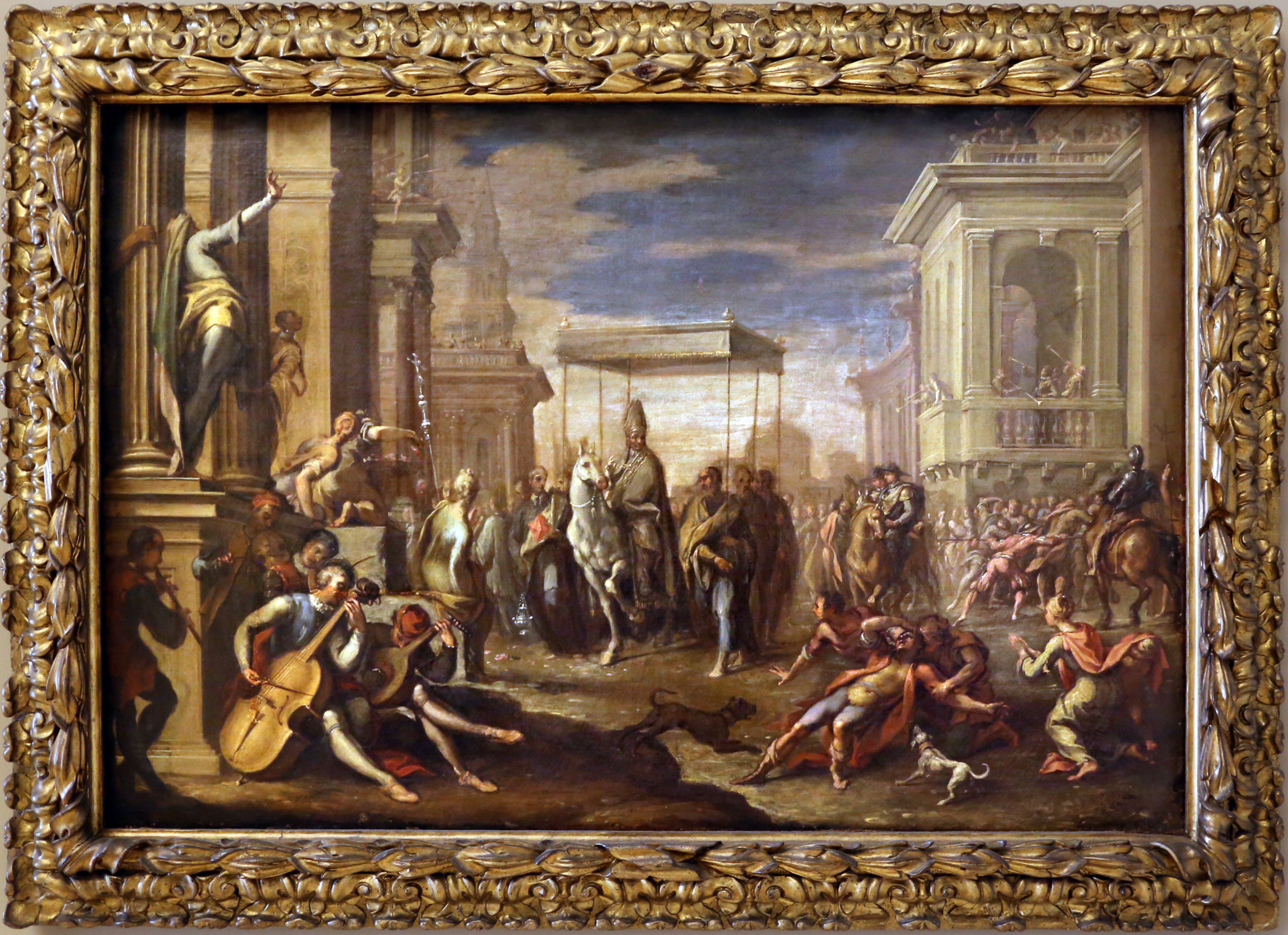
Sigismondo caula, un miracolo di sant'ambrogio, 1670-75

Sigismundo Caula (Módena, 24 de Maio de 1637 - Módena, Julho de 1724) foi um pintor italiano do estilo barroco.   

## Biografia
Filho do nobre Sebastiano Medici Caula, foi pupilo de Jean Boulanger junto com Tommaso Costa. Estudou em Veneza as obras dos principais pintores locais como Tiziano Tintoretto e Paolo Veronese, de quem herdou o uso forte das cores caracterizando seu estilo na pintura barroca.     
Realizou a execução de inúmeras obras tanto religiosas como para os nobres, e dedicou-se não só à pintura, mas também ao plástico. Ele foi um dos decoradores de tetos mais solicitados da cidade de Módena, no eixo do barroco italiano. A partir do ano de 1671, ele fez parte de um grupo de estudantes encarregados de decorar o cofre e a cúpula da Igreja de São Vicente. A participação mais importante, no entanto, parece ser na grande tela que descreve S. Carlo Borromeo, que administrou a Eucaristia às vítimas da praga pelo muro interno do portal principal da igreja de S. Carlo. O trabalho deste artista, foi composto e orquestrado dentro de um amplo pano de fundo arquitetônico. Existe na Galleria Estense um desenho preparatório e um esboço de um quadro do pintor, vindos do Museu Nacional Bargello.   

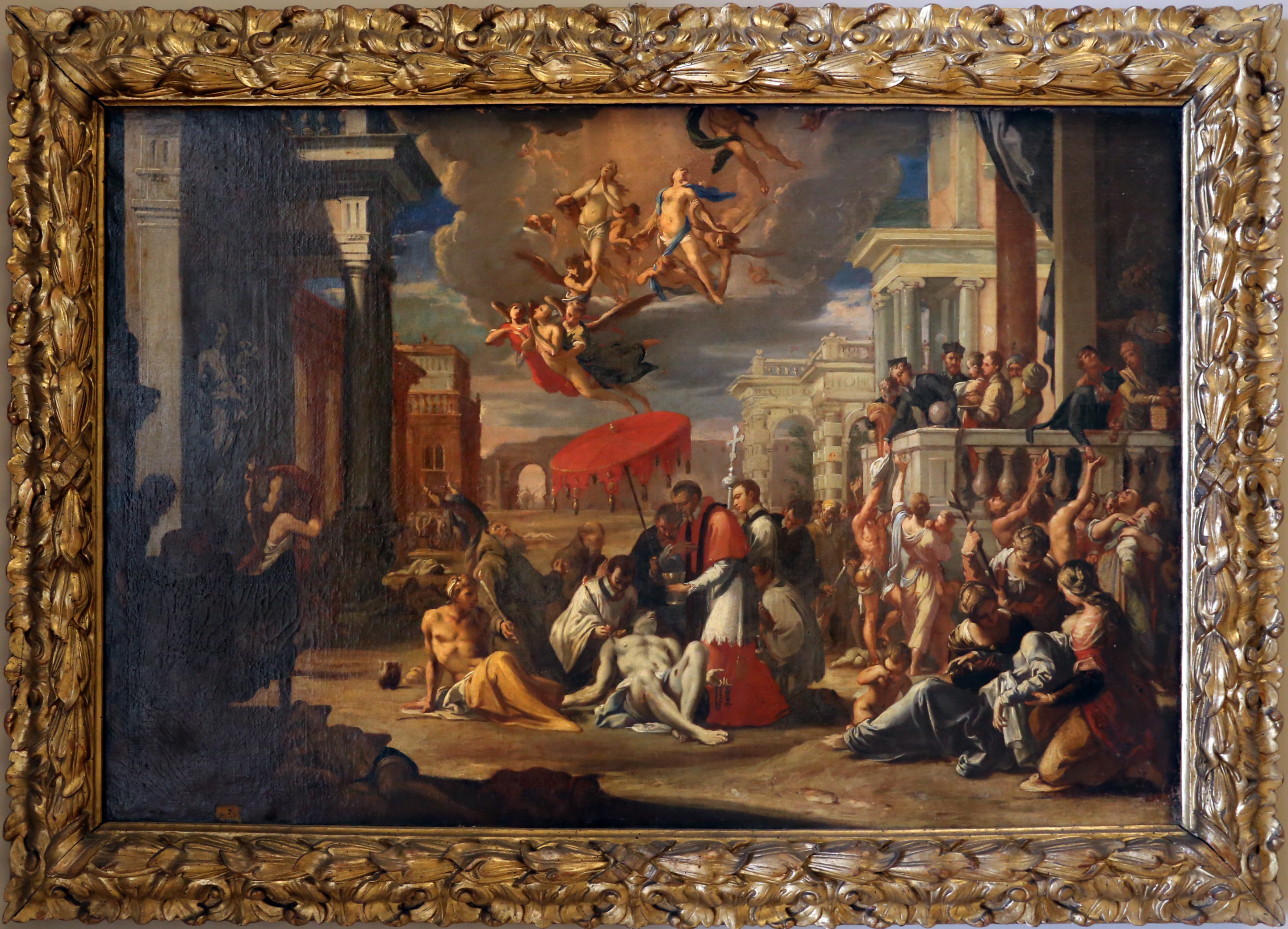
Sigismondo caula, san carlo borromeo somministra l'eucarestia agli appestati, 1670-75

Tempos depois, foi contratado, com GG Monti, B. Bianchi e F. Stringa, para decorar o teto da igreja de Santo Agostinho, obra que começou por volta de 1662, com cenas para sujeitar a glorificação da linhagem Estense . Em 1682, ele assumiu por conta própria a tarefa de pintar a cúpula do santuário da Santíssima Virgem de Fiorano, cuja construção tinha começado em 1634. De 1700 a 1703 Francesco Monti foi seu aluno, além de ser o protagonista junto com Francesco Stringa na cena pictórica de Estense do século XVII-XVIII. 

## Obras
- O contágio dos israelitas, na igreja de San Carlo, em Módena.
- O martírio de São Inácio de Antioquia, condenado a ser devorado pelos leões, Santuário da Santíssima Virgem de San Clemente, Bastiglia (Modena), 1700-1710
- San Carlo Borromeo comunica as vítimas da peste, Igreja de San Carlo Modena, 1685
- Santa Helena e as provas da verdadeira cruz.

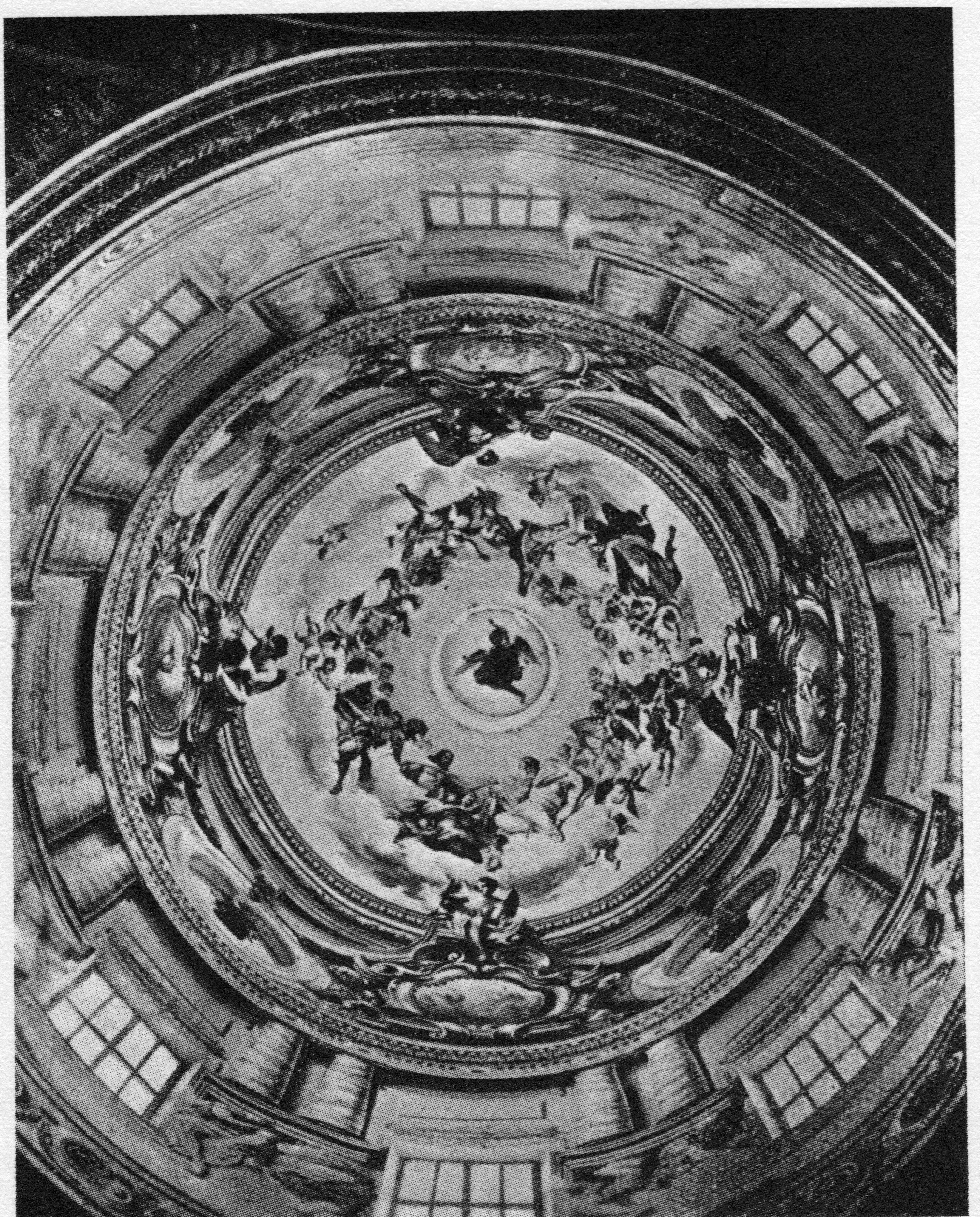
Cupola del Santuario di Fiorano Modenese